# 후나바시시
후나바시시(일본어: 船橋市)는 일본 지바현 북서부에 있는 시이다. 중핵시로 지정되어 있고 지바현에서 지바시에 이어 두 번째로 인구가 많다.
도쿄와 현청 소재지인 지바시의 거의 중간 반경 20km 권내에 있다. 도쿄만의 가장 안쪽에 있어 해상 교통, 육상 교통의 요충지로 번창했다. 1960년에 완공된 공동주택 마에바라 단지의 진출을 계기로 내륙부에는 많은 주택 단지가 개발되어 인구가 크게 증가했다. 최근에는 녹지 보전 등 환경 파괴 방지를 이유로 대규모 택지 개발은 억제되고 있다.

## 지리
지바현 북서부에 있고 북쪽으로 가마가야시, 시로이시, 동쪽으로 야치요시, 서쪽으로 이치카와시, 남쪽으로 나라시노시와 접하며 도쿄만과도 접한다.

## 역사
- 1937년 4월 1일 - 후나바시시가 설치되었다.
- 2003년 4월 1일 - 중핵시로 지정되었다.

## 교통

### 도로
- 국도 14호선
- 국도 16호선
- 국도 296호선
- 국도 357호선
- 국도 464호선

### 철도
- 동일본 여객철도
  - 소부 본선
  - 무사시노선
  - 게이요선
- 도쿄 메트로
  - 도자이선
- 게이세이 전철
  - 본선
- 도부 철도
  - 노다선
- 게이세이 전철
  - 마쓰도선
- 호쿠소 철도
  - 호쿠소선
- 도요 고속 철도
  - 도요 고속선

## 공원
- 안데르센 공원

## 인구
| 연도 | 인구    | ±%      |
| ---- | ------- | ------- |
| 1920 | 34,119  | —       |
| 1930 | 46,644  | +36.7%  |
| 1940 | 61,624  | +32.1%  |
| 1950 | 100,134 | +62.5%  |
| 1960 | 135,038 | +34.9%  |
| 1970 | 325,426 | +141.0% |
| 1980 | 497,439 | +52.9%  |
| 1990 | 533,270 | +7.2%   |
| 2000 | 550,074 | +3.2%   |
| 2010 | 609,081 | +10.7%  |

## 기후
| 후나바시시의 기후                                            | 후나바시시의 기후 | 후나바시시의 기후 | 후나바시시의 기후 | 후나바시시의 기후 | 후나바시시의 기후 | 후나바시시의 기후 | 후나바시시의 기후 | 후나바시시의 기후 | 후나바시시의 기후 | 후나바시시의 기후 | 후나바시시의 기후 | 후나바시시의 기후 | 후나바시시의 기후 |
| 월                                                           | 1월               | 2월               | 3월               | 4월               | 5월               | 6월               | 7월               | 8월               | 9월               | 10월              | 11월              | 12월              | 연간              |
| ------------------------------------------------------------ | ----------------- | ----------------- | ----------------- | ----------------- | ----------------- | ----------------- | ----------------- | ----------------- | ----------------- | ----------------- | ----------------- | ----------------- | ----------------- |
| 역대 최고 기온 °C (°F)                                       | 18.6 (65.5)       | 24.7 (76.5)       | 24.5 (76.1)       | 27.1 (80.8)       | 33.2 (91.8)       | 34.8 (94.6)       | 38.0 (100.4)      | 39.0 (102.2)      | 35.6 (96.1)       | 32.2 (90.0)       | 24.3 (75.7)       | 23.5 (74.3)       | 39.0 (102.2)      |
| 일평균 최고 기온 °C (°F)                                     | 9.5 (49.1)        | 10.3 (50.5)       | 13.8 (56.8)       | 18.7 (65.7)       | 23.1 (73.6)       | 25.9 (78.6)       | 29.7 (85.5)       | 31.3 (88.3)       | 27.5 (81.5)       | 21.9 (71.4)       | 16.7 (62.1)       | 11.7 (53.1)       | 20.0 (68.0)       |
| 일일 평균 기온 °C (°F)                                       | 4.8 (40.6)        | 5.7 (42.3)        | 9.0 (48.2)        | 13.8 (56.8)       | 18.5 (65.3)       | 21.6 (70.9)       | 25.4 (77.7)       | 26.8 (80.2)       | 23.4 (74.1)       | 17.8 (64.0)       | 12.2 (54.0)       | 7.1 (44.8)        | 15.5 (59.9)       |
| 일평균 최저 기온 °C (°F)                                     | 0.4 (32.7)        | 1.4 (34.5)        | 4.4 (39.9)        | 9.3 (48.7)        | 14.5 (58.1)       | 18.4 (65.1)       | 22.4 (72.3)       | 23.7 (74.7)       | 20.2 (68.4)       | 14.3 (57.7)       | 8.2 (46.8)        | 2.8 (37.0)        | 11.7 (53.0)       |
| 역대 최저 기온 °C (°F)                                       | −5.4 (22.3)       | −4.7 (23.5)       | −2.0 (28.4)       | −0.6 (30.9)       | 7.4 (45.3)        | 10.7 (51.3)       | 15.7 (60.3)       | 16.6 (61.9)       | 9.5 (49.1)        | 6.0 (42.8)        | −1.1 (30.0)       | −3.6 (25.5)       | −5.4 (22.3)       |
| 평균 강수량 mm (인치)                                        | 63.0 (2.48)       | 61.4 (2.42)       | 103.0 (4.06)      | 114.5 (4.51)      | 129.8 (5.11)      | 155.3 (6.11)      | 121.9 (4.80)      | 111.4 (4.39)      | 189.7 (7.47)      | 239.9 (9.44)      | 97.4 (3.83)       | 63.3 (2.49)       | 1,466.1 (57.72)   |
| 평균 강수일수 (≥ 1.0 mm)                                     | 4.9               | 6.2               | 9.5               | 10.0              | 10.2              | 11.7              | 9.8               | 7.8               | 10.9              | 10.9              | 8.4               | 5.9               | 106.2             |
| 평균 월간 일조시간                                           | 192.0             | 166.0             | 182.8             | 185.3             | 185.3             | 128.0             | 162.6             | 194.1             | 143.8             | 137.7             | 145.9             | 177.3             | 1,999.9           |
| 출처: 일본 기상청 (평년값: 1999년~2020년, 극값: 1999년~현재) |                   |                   |                   |                   |                   |                   |                   |                   |                   |                   |                   |                   |                   |

## 주요 인물
- 산유테이 라쿠마로 - 라쿠고 전문가 겸 철도 매니아
- 야마시타 토모히사 - 야마삐 쟈니스 소속 가수 겸 배우 NEWS의 멤버
- 쿠라키 마이 - 일본의 여성 가수
- 오쿠 하나코 - 일본의 싱어송라이터,작곡가
- 아키모토 사야카 - 아이돌 그룹 AKB48의 멤버
- 이와노 요시키 - NHK 아나운서